# Ricardo Rentera
 Ricardo Nicolás Rentera (Desiderio Tello, 9 de enero de 1966-) es un exfutbolista argentino que jugaba como mediocampista.

## Trayectoria
Oriundo de Desiderio Tello, se formó en las divisiones inferiores de Instituto, debutando en el primer equipo el año 1985. En su país natal defendió las camisetas de Argentinos Juniors, Boca Juniors, dos pasos por Vélez Sarsfield, Belgrano, Chaco For Ever y Huracán Corrientes. Con el equipo xeneize obtuvo la Copa Máster de Supercopa 1992, mientras que con Vélez Sarsfield formó parte del plantel que logró la Copa Libertadores 1994.
En el extranjero, vistió las camisetas de Unión Española de la primera división chilena y del Oriente Petrolero de Bolivia, donde disputó la Copa Libertadores 1998. Debió retirarse de la práctica del fútbol luego de sufrir 13 operaciones a la rodilla izquierda. Tras el retiro, se dedicó a manejar un Taxi, como además de trabajar como entrenador de jugadores juveniles.

## Clubes
| Club               | País      | Año       |
| ------------------ | --------- | --------- |
| Instituto          | Argentina | 1985-1989 |
| Argentinos Juniors | Argentina | 1990-1991 |
| Boca Juniors       | Argentina | 1991-1992 |
| Vélez Sarsfield    | Argentina | 1992-1994 |
| Belgrano           | Argentina | 1994-1995 |
| Vélez Sarsfield    | Argentina | 1995      |
| Chaco For Ever     | Argentina | 1996      |
| Unión Española     | Chile     | 1996      |
| Huracán Corrientes | Argentina | 1997      |
| Oriente Petrolero  | Bolivia   | 1998      |
| Huracán Corrientes | Argentina | 1999-2000 |

## Palmarés

### Campeonatos nacionales
| Título           | Club            | País      | Año           |
| ---------------- | --------------- | --------- | ------------- |
| Primera División | Vélez Sarsfield | Argentina | Apertura 1995 |

#### Copas internacionales
| Título                   | Club            | Sede         | Año  |
| ------------------------ | --------------- | ------------ | ---- |
| Copa Máster de Supercopa | Boca Juniors    | Buenos Aires | 1992 |
| Copa Libertadores        | Vélez Sarsfield | São Paulo    | 1994 |